# Wereldkampioenschappen kunstschaatsen 1988
De Wereldkampioenschappen kunstschaatsen is een evenement dat georganiseerd wordt door de Internationale Schaatsunie.
Het WK toernooi van 1988 vond plaats in Boedapest, Hongarije. Het was de vijfde keer dat de Wereldkampioenschappen Kunstschaatsen in Boedapest werden gehouden, in 1909 (vrouwen), 1929 (vrouwen en paren), 1935 (mannen en paren) en 1939 (paren) vonden de vorige toernooien plaats.
Voor de mannen was het de 78e editie, voor de vrouwen de 68e editie, voor de paren de 66e editie, en voor de ijsdansers de 36e editie.

## Historie
De Duitse en Oostenrijkse schaatsbond, verenigd in de "Deutscher und Österreichischer Eislaufverband", organiseerden zowel het eerste EK Schaatsen voor mannen als het eerste EK Kunstrijden voor mannen in 1891 in Hamburg, Duitsland, nog voor het ISU in 1892 werd opgericht. De internationale schaatsbond nam in 1892 de organisatie van het EK Kunstrijden over. In 1895 werd besloten voortaan de Wereldkampioenschappen kunstschaatsen te organiseren en kwam het EK te vervallen. In 1896 vond de eerste editie voor de mannen plaats. Vanaf 1898 vond toch weer een herstart plaats van het EK Kunstrijden.
In 1906, tien jaar na het eerste WK voor de mannen, werd het eerste WK voor de vrouwen georganiseerd en twee jaar later, in 1908, vond het eerste WK voor de paren plaats. In 1952 werd de vierde discipline, het WK voor de ijsdansers, eraan toegevoegd.
Er werden geen kampioenschappen gehouden tijdens en direct na de Eerste Wereldoorlog (1915-1921) en tijdens en direct na de Tweede Wereldoorlog (1940-1946) en in 1961 vanwege de Sabena vlucht 548 vliegtuigramp op 15 februari op Zaventem waarbij alle passagiers, waaronder de voltallige Amerikaanse delegatie voor het WK kunstrijden op weg naar Praag, om het leven kwamen.

## Deelname
Er namen deelnemers uit een recordaantal van 25 landen deel aan deze kampioenschappen. Zij vulden eveneens een recordaantal van 102 startplaatsen in. Voor het eerst namen er vertegenwoordigers uit Mexico aan het WK Kunstschaatsen deel, Joaqin Guerrero nam bij de mannen deel en Diana Marcos nam deel bij de vrouwen. Er namen geen deelnemers uit Nederland deel.
België werd vertegenwoordigd door debutant Alexandre Geers, hij was de vijfde Belg die in het mannentoernooi deelnam na Robert Van Zeebroeck (1926, 1938), Freddy Mesot (1936, 1937),  Fernand Leemans (1948) en Eric Krol (1980, 1982).
(Tussen haakjes het totaal aantal startplaatsen over de disciplines.)
| Canada (11) Sovjet-Unie (11) Verenigde Staten (11) West-Duitsland (8) Verenigd Koninkrijk (6) | Japan (5) Australië (4) Frankrijk (4) Hongarije (4) Oostenrijk (4) | Tsjecho-Slowakije (4) Finland (3) Italië (3) Duitse Democratische Republiek (3) Zwitserland (3) | Denemarken (2) Joegoslavië (2) Mexico (2) Polen (2) Taiwan (2) | Zuid-Korea (2) Zweden (2) België (1) Bulgarije (1) Spanje (1) |

## Medailleverdeling
Bij de mannen veroverde Brian Boitano zijn tweede wereldtitel, ook in 1986 werd hij wereldkampioen, het was zijn vierde WK medaille, in 1985 werd hij derde, in 1987 tweede. Brian Orser op de tweede plaats behaalde zijn zesde WK medaille, hij werd derde in 1983, tweede in 1984, 1985, 1986 en hij was de wereldkampioen van 1987. De nummer drie, Viktor Petrenko, stond voor de eerste keer op het erepodium.
Bij de vrouwen veroverde Katarina Witt haar vierde wereldtitel, ook in 1984,1985 en 1987 werd ze wereldkampioene. Het was haar zesde WK medaille, in 1982 en 1986 werd ze tweede. Elizabeth Manley  op de tweede plaats veroverde haar eerste WK medaille. Debi Thomas op de derde plaats, stond voor de derde keer op het erepodium, zij werd in 1986 wereldkampioene en in 1987 werd ze tweede.
Bij het paarrijden veroverden Elena Valova / Oleg Vasiliev hun derde wereldtitel, ook in 1983 en 1985 werden ze wereldkampioen. Het was hun zesde WK medaille, in 1984, 1986 en 1987 werden ze tweede. 
Het paar Jekaterina Gordejeva / Sergej Grinkov werden in 1986 en 1987 wereldkampioen, dit jaar werden ze tweede. Het paar Larisa Seleznova / Oleg Makarov op de derde plaats veroverden hun tweede WK medaille, in 1985 werden ze tweede.
Bij het ijsdansen was het erepodium een kopie van 1986 en 1987. Het paar Natalja Bestemjanova / Andrej Boekin veroverden de vierde wereldtitel op rij. Het was hun achtste WK medaille op rij, in 1981 werden ze derde en in 1982, 1983, 1984 tweede. Marina Klimova / Sergei Ponomarenko veroverden voor de vierde keer op rij de tweede plaats. Tracy Wilson / Robert McCall op de derde plaats veroverden hun derde WK medaille.
| Discipline | Goud ·                               | Zilver ·                              | Brons ·                         |
| ---------- | ------------------------------------ | ------------------------------------- | ------------------------------- |
| Mannen     | Brian Boitano                        | Brian Orser                           | Viktor Petrenko                 |
| Vrouwen    | Katrina Witt                         | Elizabeth Manley                      | Debi Thomas                     |
| Paren      | Elena Valova / Oleg Vasiliev         | Jekaterina Gordejeva / Sergej Grinkov | Larisa Seleznova / Oleg Makarov |
| IJsdansen  | Natalja Bestemjanova / Andrej Boekin | Marina Klimova / Sergei Ponomarenko   | Tracy Wilson / Robert McCall    |

## Uitslagen

### Mannen / Vrouwen
| Mannen                 | Mannen                | Mannen                           | Mannen | Mannen | Mannen | Mannen |
| #                      | naam                  | land                             |        |        |        |        |
| ---------------------- | --------------------- | -------------------------------- | ------ | ------ | ------ | ------ |
| Goud                   | Brian Boitano         | Vlag van Verenigde Staten        |        |        |        |        |
| Zilver                 | Brian Orser           | Vlag van Canada                  |        |        |        |        |
| Brons                  | Viktor Petrenko       | Vlag van Sovjet-Unie             |        |        |        |        |
| 4                      | Grzegorz Filipowski   | Vlag van Polen                   |        |        |        |        |
| 5                      | Christopher Bowman    | Vlag van Verenigde Staten        |        |        |        |        |
| 6                      | Kurt Browning         | Vlag van Canada                  |        |        |        |        |
| 7                      | Heiko Fischer         | Vlag van Duitsland               |        |        |        |        |
| 8                      | Petr Barna            | Vlag van Tsjechië                |        |        |        |        |
| 9                      | Paul Wylie            | Vlag van Verenigde Staten        |        |        |        |        |
| 10                     | Vladimir Petrenko     | Vlag van Sovjet-Unie             |        |        |        |        |
| 11                     | Cameron Medhurst      | Vlag van Australië               |        |        |        |        |
| 12                     | Oliver Honer          | Vlag van Zwitserland             |        |        |        |        |
| 13                     | Neil Paterson         | Vlag van Canada                  |        |        |        |        |
| 14                     | Lars Dresler          | Vlag van Denemarken              |        |        |        |        |
| 15                     | Paul Robinson         | Vlag van Verenigd Koninkrijk     |        |        |        |        |
| 16                     | Ralph Burghart        | Vlag van Oostenrijk              |        |        |        |        |
| 17                     | Ronny Winkler         | Vlag van Duitsland               |        |        |        |        |
| 18                     | Peter Johansson       | Vlag van Zweden                  |        |        |        |        |
| 19                     | Daniel Weiss          | Vlag van Duitsland               |        |        |        |        |
| 20                     | Andras Szaraz         | Vlag van Hongarije               |        |        |        |        |
| 21                     | Alessandro Riccitelli | Vlag van Italië                  |        |        |        |        |
| 22                     | Oula Jaaskelainen     | Vlag van Finland                 |        |        |        |        |
| 23                     | Frederic Lipka        | Vlag van Frankrijk               |        |        |        |        |
| Vrije kür niet bereikt |                       |                                  |        |        |        |        |
| 24                     | Tomislav Cizmesija    | Vlag van Joegoslavië (1943-1992) |        |        |        |        |
| 25                     | David Liu             | Vlag van Taiwan                  |        |        |        |        |
| 26                     | Jung Sung-il          | Vlag van Zuid-Korea              |        |        |        |        |
| 27                     | Joaqin Guerrero       | Vlag van Mexico                  |        |        |        |        |
| 28                     | Alexandre Geers       | Vlag van België                  |        |        |        |        |
| -                      | Alexandr Fadeev       | Vlag van Sovjet-Unie             | t.z.t. |        |        |        |
| -                      | Makoto Kano           | Vlag van Japan                   | t.z.t. |        |        |        |

| Vrouwen                | Vrouwen            | Vrouwen                                 | Vrouwen | Vrouwen | Vrouwen | Vrouwen |
| #                      | naam               | land                                    |         |         |         |         |
| ---------------------- | ------------------ | --------------------------------------- | ------- | ------- | ------- | ------- |
| Goud                   | Katarina Witt      | Vlag van Duitse Democratische Republiek |         |         |         |         |
| Zilver                 | Elizabeth Manley   | Vlag van Canada                         |         |         |         |         |
| Brons                  | Debi Thomas        | Vlag van Verenigde Staten               |         |         |         |         |
| 4                      | Claudia Leistner   | Vlag van Duitsland                      |         |         |         |         |
| 5                      | Jill Trenary       | Vlag van Verenigde Staten               |         |         |         |         |
| 6                      | Midori Ito         | Vlag van Japan                          |         |         |         |         |
| 7                      | Caryn Kadavy       | Vlag van Verenigde Staten               |         |         |         |         |
| 8                      | Simone Koch        | Vlag van Duitse Democratische Republiek |         |         |         |         |
| 9                      | Natalia Lebedeva   | Vlag van Sovjet-Unie                    |         |         |         |         |
| 10                     | Joanne Conway      | Vlag van Verenigd Koninkrijk            |         |         |         |         |
| 11                     | Tamara Teglassy    | Vlag van Hongarije                      |         |         |         |         |
| 12                     | Marina Kielmann    | Vlag van Duitsland                      |         |         |         |         |
| 13                     | Yvonne Gomez       | Vlag van Spanje                         |         |         |         |         |
| 14                     | Natalia Gorbenko   | Vlag van Sovjet-Unie                    |         |         |         |         |
| 15                     | Beatrice Gelmini   | Vlag van Italië                         |         |         |         |         |
| 16                     | Lotta Falkenback   | Vlag van Zweden                         |         |         |         |         |
| 17                     | Charlene Wong      | Vlag van Canada                         |         |         |         |         |
| 18                     | Yvonne Pokorny     | Vlag van Oostenrijk                     |         |         |         |         |
| 19                     | Claude Peri        | Vlag van Frankrijk                      |         |         |         |         |
| 20                     | Stefanie Schmid    | Vlag van Zwitserland                    |         |         |         |         |
| 21                     | Junko Yaginuma     | Vlag van Japan                          |         |         |         |         |
| 22                     | Zeljka Cizmesija   | Vlag van Joegoslavië (1943-1992)        |         |         |         |         |
| 23                     | Mirela Gawlowska   | Vlag van Polen                          |         |         |         |         |
| 24                     | Gina Fulton        | Vlag van Verenigd Koninkrijk            |         |         |         |         |
| Vrije kür niet bereikt |                    |                                         |         |         |         |         |
| 25                     | Tracy Brook        | Vlag van Australië                      |         |         |         |         |
| 26                     | Anisette Torp-Lind | Vlag van Denemarken                     |         |         |         |         |
| 27                     | Jana Petruskova    | Vlag van Tsjechië                       |         |         |         |         |
| 28                     | Elina Hanninen     | Vlag van Finland                        |         |         |         |         |
| 29                     | Ji Hyun-jung       | Vlag van Zuid-Korea                     |         |         |         |         |
| 30                     | Diana Marcos       | Vlag van Mexico                         |         |         |         |         |
| 31                     | Asia Alexieva      | Vlag van Bulgarije                      |         |         |         |         |

### Paren / IJsdansen
| Goud   | Elena Valova Oleg Vasiliev          | Vlag van Sovjet-Unie                    |  |
| Zilver | Jekaterina Gordejeva Sergej Grinkov | Vlag van Sovjet-Unie                    |  |
| Brons  | Larisa Seleznova Oleg Makarov       | Vlag van Sovjet-Unie                    |  |
| 4      | Gillian Wachsman Todd Waggoner      | Vlag van Verenigde Staten               |  |
| 5      | Denise Benning Lyndon Johnston      | Vlag van Canada                         |  |
| 6      | Jill Watson Peter Oppegard          | Vlag van Verenigde Staten               |  |
| 7      | Isabelle Brasseur Lloyd Eisler      | Vlag van Canada                         |  |
| 8      | Mandy Woetzel Axel Rauschenbach     | Vlag van Duitse Democratische Republiek |  |
| 9      | Christine Hough Doug Ladret         | Vlag van Canada                         |  |
| 10     | Natalie Seybold Wayne Seybold       | Vlag van Verenigde Staten               |  |
| 11     | Lenka Knapova Rene Novotny          | Vlag van Tsjechië                       |  |
| 12     | Cheryl Peake Andrew Naylor          | Vlag van Verenigd Koninkrijk            |  |
| 13     | Anuschka Glaser Stefan Pfrengle     | Vlag van Duitsland                      |  |
| 14     | Lisa Cushley Neil Cushley           | Vlag van Verenigd Koninkrijk            |  |
| 15     | Danielle Carr Stephen Carr          | Vlag van Australië                      |  |
| 16     | Akiko Nogami Yoichi Yamazaki        | Vlag van Japan                          |  |

| IJsdansen              | IJsdansen                             | IJsdansen                    | IJsdansen | IJsdansen | IJsdansen | IJsdansen |
| #                      | naam                                  | land                         |           |           |           |           |
| ---------------------- | ------------------------------------- | ---------------------------- | --------- | --------- | --------- | --------- |
| Goud                   | Natalja Bestemjanova / Andrej Boekin  | Vlag van Sovjet-Unie         |           |           |           |           |
| Zilver                 | Marina Klimova Sergei Ponomarenko     | Vlag van Sovjet-Unie         |           |           |           |           |
| Brons                  | Tracy Wilson Robert McCall            | Vlag van Canada              |           |           |           |           |
| 4                      | Natalia Annenko Genrikh Srentenski    | Vlag van Sovjet-Unie         |           |           |           |           |
| 5                      | Kathrin Beck Christoff Beck           | Vlag van Oostenrijk          |           |           |           |           |
| 6                      | Isabelle Duchesnay Paul Duchesnay     | Vlag van Frankrijk           |           |           |           |           |
| 7                      | Klara Engi Attila Toth                | Vlag van Hongarije           |           |           |           |           |
| 8                      | Antonia Becherer Ferdinand Becherer   | Vlag van Duitsland           |           |           |           |           |
| 9                      | Susan Wynne Joseph Druar              | Vlag van Verenigde Staten    |           |           |           |           |
| 10                     | Lia Trovati Robert Pelizzola          | Vlag van Italië              |           |           |           |           |
| 11                     | Karyn Garossino Rodney Garossino      | Vlag van Canada              |           |           |           |           |
| 12                     | Sharon Jones Paul Askham              | Vlag van Verenigd Koninkrijk |           |           |           |           |
| 13                     | April Sargent Russ Witherby           | Vlag van Verenigde Staten    |           |           |           |           |
| 14                     | Vera Rehakova Ivan Havranek           | Vlag van Tsjechië            |           |           |           |           |
| 15                     | Melanie Cole Michael Farrington       | Vlag van Canada              |           |           |           |           |
| 16                     | Dominique Yvon Frederic Palluel       | Vlag van Frankrijk           |           |           |           |           |
| 17                     | Honorata Gorna Andrzej Dostatni       | Vlag van Polen               |           |           |           |           |
| 18                     | Andrea Weppelmann Hendryk Schamberger | Vlag van Duitsland           |           |           |           |           |
| 19                     | Tomoko Tanaka Hiroyuki Suzuki         | Vlag van Japan               |           |           |           |           |
| 20                     | Susanna Rahkamo Petri Kokko           | Vlag van Finland             |           |           |           |           |
| 21                     | Krisztina Kerekes Csaba Szentpetery   | Vlag van Hongarije           |           |           |           |           |
| 22                     | Monica McDonald Rodney Clarke         | Vlag van Australië           |           |           |           |           |
| 23                     | Desiree Schlegel Patrik Brecht        | Vlag van Zwitserland         |           |           |           |           |
| 24                     | Birgit Pleninger Michael Steiner      | Vlag van Oostenrijk          |           |           |           |           |
| Vrije kür niet bereikt |                                       |                              |           |           |           |           |
| 25                     | Yucca Liu Jim Sun                     | Vlag van Taiwan              |           |           |           |           |